# Sojoez T-1
Sojoez T-1 (ook: 11640) was een Russische onbemande ruimtemissie uit 1979. Dit was eerste officiële vlucht van een nieuwe, uitgebreid gereviseerde versie van het Sojoez ruimtevaartuig. Deze capsule koppelde aan ruimtestation Saljoet 6. Aan deze vlucht gingen diverse onbemande proefvluchten onder een nummer uit het Kosmosprogramma vooraf. Missiedoel was het uittesten van de grondig aangepaste technische systemen.

## Reden voor technische wijzigingen
Vanaf Sojoez 12 vlogen de Russen met Sojoezcapsules zonder zonnepanelen. De gedachte hierachter was, dat men hiermee gewicht bespaarde dat ten goede kwam aan de nuttige lading. In de praktijk diende de capsule als ruimtetaxi naar de Saljoets, zodat in theorie geen grote actieradius vereist was. De praktijk leerde echter anders en drukte de Sovjet-Unie diverse malen hard met de neus op de feiten. Zo ondervond Sojoez 15 als eerste de nadelen van het nieuwe technische concept en moest de vlucht voortijdig afbreken wegens energietekort. Nadat Sojoez 23 en 25 eveneens een noodlanding uitvoerden was de boodschap niet mis te verstaan: die zonnepanelen moesten terug. Afgezien van het feit dat hun kosmonauten aan gevaar blootstonden, kostten deze mislukte missies zeer veel geld, waar men niets voor terugkreeg. Het ontwerp ging daarom nogmaals op de schop en men voerde tal van technische aanpassingen door.

## Afmetingen en gewicht
De Sojoez T-1 had een lengte van 6,98 m en inclusief zonnepanelen een spanwijdte van 10,60 m. De grootste diameter bedroeg 2,72 m en de maximale diameter van de capsule zelf 2,20 m. De bemanning van maximaal drie koppen had een werkruimte van 9,50 m³ ter beschikking. Deze uitvoering van de Sojoez woog 6850 kg. Uiterlijk onderging het toestel weinig wijzigingen, intern waren de verschillen met de oude versie echter groot.

## Aanpassingen
De zonnepanelen werden in ere hersteld. Deze waren kleiner dan de oorspronkelijke maar wekten meer elektriciteit op. De Russen deden met dit type paneel al praktijkervaring op tijdens het ASTP. Daarnaast gaf de Sojoez na koppeling de opgewekte stroom door aan het ruimtestation, dat hierdoor over een groter vermogen beschikte.
Voordien werden verschillende brandstoffen aangewend voor de hoofdmotor (hydrazine) en de vier manoeuvreerraketten (waterstofperoxide). Dit had als vervelend gevolg dat na een verkeerde manoeuvre soms brandstofgebrek optrad, terwijl de hoofdmotor nog over voldoende brandstof beschikte. Vanaf nu gebruikten beide motoren N2O4 en UDMH. Ook het onbemande Progress vrachtschip was met dit systeem uitgerust. Het leverde meer stuwkracht en manoeuvreerbaarheid op. De nieuwe hoofdmotor bewees zijn nut tijdens de eerste Progressvluchten en daarom maakte ook Sojoez T-1 er gebruik van. Deze aanpassing leverde zowel aanzienlijke gewichts- als volumebesparingen op. Door het gezamenlijke brandstofsysteem konden de manoeuvreerraketten het vaartuig afremmen voor terugkeer naar de Aarde, indien in de hoofdmotor een technische storing optrad. Het was niet langer nodig de Sojoez met een zware en ruimtevretende reservehoofdmotor toe te rusten.
Verder stootte deze versie het werkcompartiment af vóór de bemanning de afdaling inzette. De af te remmen massa nam hierdoor af, waardoor het brandstofgebruik met 10% afnam. De krachtigere remraketten die het vaartuig afvuurde net voor het de grond raakte, zorgden voor een zachtere landing.  
Het Chayka besturingssysteem maakte gebruik van de Argon boordcomputer, uitgerust met 16 kB RAM. In normale omstandigheden verving deze vanaf nu de computers op Bajkonoer. De oude versie van de Sojoez vertrouwde op verbale communicatie met de grond en de aanwezigheid van uitgebreide technische handleidingen op papier aan boord. Argon toonde gelijktijdig gegevens op de schermen van zowel vluchtleiding als ruimtevaartuig. Verder zorgde de invoering van geïntegreerde schakelingen voor meer ruimte en een lichtere capsule. Analoge instrumenten werden verwijderd en het aantal controlepanelen verdrievoudigd. De radioverbindingen werden eveneens verbeterd. 
De patrijspoorten voorzag men van afwerpbare bescherming, zodat de kosmonauten hun uiteindelijke landingsplaats goed konden waarnemen. Tijdens eerdere vluchten vormde zich een zwarte laag op de ruit als het vaartuig de dampkring binnendrong, waardoor de bemanning niets meer kon zien.
Het aangepaste ontsnappingssysteem schakelde voortaan de motoren van de draagraket uit alvorens de kosmonauten in hun capsule weg te schieten.
Al deze aanpassingen speelden veel ruimte en gewicht vrij, met name het gewicht van radio-uitrusting, overlevingsapparatuur en temperatuurregeling ging fors omlaag. Vanaf nu kon men weer drie kosmonauten per Sojoez lanceren. Bovendien konden ze in de nieuwe capsule hun ruimtepakken dragen.

## Vluchtverloop
Sojoez T-1 werd gelanceerd op 16 december 1979 met een Sojoez draagraket vanaf Tjoeratam te Bajkonoer. Deze onbemande capsule kwam in een baan met een apogeum van 232 km en een perigeum van 201 km bij een omlooptijd van 88,6 minuten. De inclinatie bedroeg 51,6° en de excentriciteit 0,00235. Op 19 maart koppelde het vaartuig aan het voorste koppelingsluik van Saljoet 6. Een opmerkelijk feit, want een bemande Sojoez kon dit in een dag, een Progress in twee dagen; Sojoez T-1 had drie dagen nodig.
Vervolgens onderwierp men het nieuwe concept aan uitgebreide testen. Niet alleen de basissystemen, maar tevens geleiding vanaf de grond werd gedurende drie maanden kritisch bekeken. Tijdens volgende, bemande vluchten konden de Russen zich geen over het hoofd geziene ontwerpfouten veroorloven. Het noodlot wees de Sovjet-Unie tijdens Sojoez 1 en 11 meedogenloos terecht: vier doden, dat nooit weer.
Op 23 maart 1980 maakte het prototype zich los van het station. Na enkele dagen testen gedurende zelfstandige vlucht, ontstak Sojoez T-1 zijn retroraketten en voerde op 25 maart een geslaagde nachtelijke landing uit te Kazachstan. Totale vluchtduur bedroeg 100 dagen, 9 uur en 20 minuten. Het nieuwe ruimtevaartuig had zichzelf bewezen; hoofdontwerper Feokistov kon tevreden zijn. Met de lancering van Sojoez 40 nam de Sovjet-Unie anderhalf jaar later definitief afscheid van het oude type.
1 ·
2 ·
3 ·
4 ·
5 ·
6 ·
7 ·
8 ·
9 ·
10 ·
11 ·
12 ·
13 ·
14 ·
15 ·
16 ·
17 ·
18A ·
18 ·
19 ·
20 ·
21 ·
22 ·
23 ·
24 ·
25 ·
26 ·
27 ·
28 ·
29 ·
30 ·
31 ·
32 ·
33 ·
34 · 
35 ·
36 ·
37 ·
38 ·
39 ·
40

T-1 ·  
T-2 ·
T-3 ·
T-4 ·
T-5 · 
T-6 ·
T-7 · 
T-8 ·
T-9 · 
T-10-1 ·
T-10 · 
T-11 ·
T-12 · 
T-13 ·
T-14 · 
T-15